# Northwest Stadium
Northwest Stadium (nome originale Jack Kent Cooke Stadium, poi FedEx Field e poi temporaneamente Commanders Field) è uno stadio situato a Landover, in Maryland. Attualmente ospita le partite dei Washington Commanders della NFL.

## Storia
Lo stadio è stato aperto nel 1997 sotto nome di Jack Kent Cooke Stadium, in onore del proprietario della squadra, recentemente deceduto. Prima che lo stadio fosse costruito sul luogo si trovava la Wilson Farm.
Dopo che la squadra e lo stadio furono venduti a Daniel Snyder, i diritti sul nome dello stadio furono dati alla FedEx Corporation per un contratto da 7,6 milioni di dollari l'anno.
Il 28 agosto 2004 l'incontro di BCA Classic tra i Virginia Tech HokieS e gli USC Trojans fu visto da 91.665 spettatori, realizzando il record di capienza per un incontro della BCA Classic.
Il 28 febbraio 2024 FedEx annunciò di aver rinunciato agli ultimi due anni di contratto sui diritti sul nome dello stadio. I Commanders rinominarono temporaneamente lo stadio Commanders Field in attesa di un nuovo sponsor.

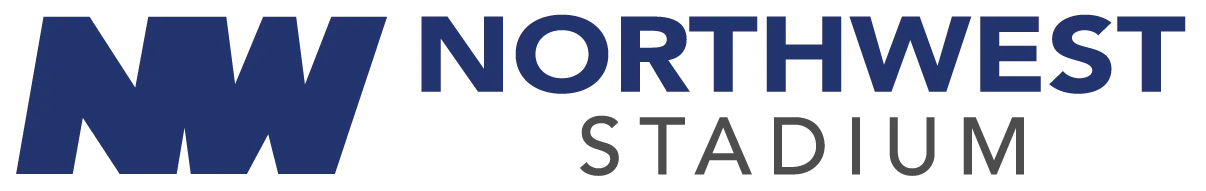
Logo dello stadio dal 2024

Il 27 agosto 2024 i Commanders annunciarono un accordo con la Northwest Federal Credit Union per la sponsorizzazione dello stadio ridenominato Northwest Stadium.